# Little League World Series 1957
Koordinaten: 41° 14′ 39″ N, 77° 1′ 6″ W
Die Little League World Series 1957 war die 11. Austragung der Little League Baseball World Series, einem internationalen Baseballturnier für Knaben zwischen 11 und 12 Jahren. Es war die erste Austragung, bei der man sich über Regionen qualifizieren musste. Dadurch wurde das Teilnehmerfeld auf vier Teams reduziert. Gespielt wurde in Williamsport.
Im Juli 1957 nahm die Mannschaft aus Monterrey mit einem Drei-Tage-Visum an einem Turnier in McAllen, Texas teil. Geplant war ein Tag zum Spielen und zwei Tage für Sightseeing. Nach dem Sieg in McAllen und den zwei weiteren Tagen Aufenthalt in den USA ging ihnen das Geld aus und eine erneute Anreise in die USA wäre unmöglich gewesen. Nach mehreren Telefonaten nach Washington konnte eine Lösung gefunden werden, dass die Mannschaft bis zum definitiven Ausscheiden aus den Turnieren in den USA bleiben dürfe. Dazu kam es aber nie, da die Mannschaft nie ein Turnier verlor. Sie gewannen sechs Turniere in Folge inkl. dem Turnier der Little League World Series Region Süd und den Little League World Series 1957. Im September kehrte die Mannschaft noch immer ungeschlagen nach Mexiko zurück. Die Leistungen der los pequeños gigantes (die kleinen Giganten) wird in den beiden Filmen Los Pequeños Gigantes (1960) und The Perfect Game (2008) nacherzählt.
Im Finalspiel warf der mexikanische Pitcher Ángel Macías das erste und einzige Perfect Game der Geschichte der LLWS.

## Teilnehmer
| Region | Teilnehmer |
| ------ | ---------- |
| Nord   | Escanaba   |
| Ost    | Bridgeport |
| Süd    | Monterrey  |
| West   | La Mesa    |

## Ergebnisse
Das Team aus Monterrey konnte sich durchsetzen und das Turnier im Finale gegen La Mesa    gewinnen.

|  | Halbfinale          | Halbfinale |             |   | Finale | Finale |
|  |                     |            |             |   |        |        |
|  | Region West         | 7          |             |   |        |        |
|  | Region Nord         | 1          |             |   |        |        |
|  |                     |            |             |   |        |        |
|  |                     |            |             |   |        |        |
|  | Region West         | 0          |             |   |        |        |
|  |                     | Region Süd | 4           |   |        |        |
|  |                     |            |             |   |        |        |
|  | Spiel um Platz drei |            |             |   |        |        |
|  |                     |            | Region Nord | 3 |        |        |
|  | Region Süd          | 2          | Region Ost  | 4 |        |        |
|  | Region Ost          | 1          |             |   |        |        |